# Theonella ferruginea
Theonella ferruginea är en svampdjursart som beskrevs av Haeckel in Zittel 1878. Theonella ferruginea ingår i släktet Theonella och familjen Theonellidae. Inga underarter finns listade i Catalogue of Life.